# Vše o Evě
Vše o Evě (anglicky All About Eve) je známý americký dramatický film z roku 1950, oceněný šesti Oscary. Hlavní hrdinkou je mladá herečka odhodlaná uspět za každou cenu bez na ohledu na okolí, včetně svého idolu, stárnoucí divadelní herečky.

## Ocenění

### Oscar
- Nejlepší film
- Režie
- Herec VR - George Sanders
- Kostýmy ČB
- Zvuk
- Scénář

### nominace na Oscara
- Herečka HR - Anne Baxterová
- Herečka HR - Bette Davisová
- Herečka VR - Celeste Holm
- Herečka VR - Thelma Ritter
- Kamera ČB
- Výprava ČB
- Střih
- Hudba